# Saint-Jean-les-Deux-Jumeaux
Pour les articles homonymes, voir Saint-Jean.
Saint-Jean-les-Deux-Jumeaux est une commune française située dans le département de Seine-et-Marne, en région Île-de-France.

## Géographie

### Localisation
Le village est situé à 8,5 km à l'ouest de La Ferté-sous-Jouarre sur la rive gauche de la Marne face à la commune de Changis-sur-Marne.

### Communes limitrophes
| Armentières-en-Brie | Changis-sur-Marne           | Ussy-sur-Marne |
| Montceaux-lès-Meaux | Saint-Jean-les-Deux-Jumeaux | Sammeron       |
| Villemareuil        | Pierre-Levée                | Signy-Signets  |

### Géologie et relief
La commune est classée en zone de sismicité 1, correspondant à une sismicité très faible. L'altitude varie de 48 mètres à 173 mètres pour le point le plus haut , le centre du bourg se situant à environ 54 mètres d'altitude (mairie).
Le territoire communal a un aspect essentiellement rural, les exploitations de grande culture couvrent la majeure partie du territoire où se succèdent du sud au nord trois types de paysages : les doux vallonnements du plateau ponctués de bois et de bosquets, le coteau souvent abrupt, échancré par les rus d'Arpentigny et des Ambroises, enfin, la plaine alluviale que limite la Marne.

### Hydrographie

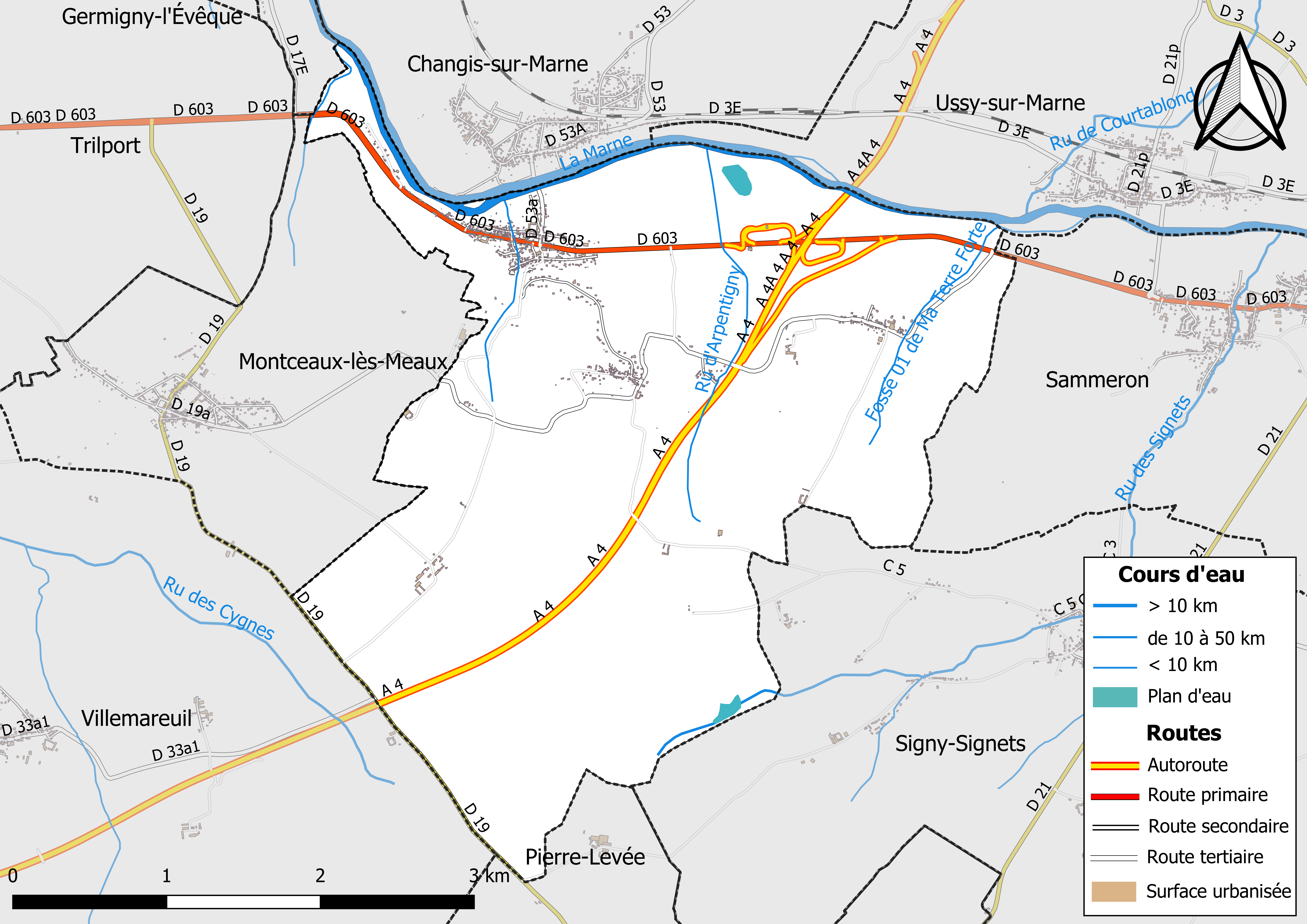
Carte des réseaux hydrographique et routier de Saint-Jean-les-Deux-Jumeaux.

Le réseau hydrographique de la commune se compose de huit cours d'eau référencés :
- la rivière la Marne, longue de 514,25 km[3], principal affluent de la Seine, marque la limite nord de la commune, ainsi que :
  - un bras de 0,48 km[4] ;
  - un bras de 0,69 km[5] ;
    - le fossé 01 de Ma Terre Forte, 1,77 km[6], qui conflue avec un bras de la Marne ;

  - le cours d'eau 01 des Ambroises, 1,46 km[7], et ;
  - le cours d'Eau 01 du Bois Verdelot, 1,70 km[8], et ;
  - le ru d'Arpentigny, 2,73 km[9] et ;
  - le ru des Signets ou de la Bécotte, 6,23 km[10], affluents de la Marne.

Par ailleurs, son territoire est également traversé par l’aqueduc de la Dhuis.
La longueur totale des cours d'eau sur la commune est de 15,61 km.

### Climat
Pour des articles plus généraux, voir Climat de l'Île-de-France et Climat de Seine-et-Marne.
En 2010, le climat de la commune est de type climat océanique dégradé des plaines du Centre et du Nord, selon une étude du CNRS s'appuyant sur une série de données couvrant la période 1971-2000. En 2020, Météo-France publie une typologie des climats de la France métropolitaine dans laquelle la commune est exposée à un climat océanique altéré et est dans la région climatique Nord-est du bassin Parisien, caractérisée par un ensoleillement médiocre, une pluviométrie moyenne régulièrement répartie au cours de l’année et un hiver froid (3 °C).
Pour la période 1971-2000, la température annuelle moyenne est de 11 °C, avec une amplitude thermique annuelle de 14,4 °C. Le cumul annuel moyen de précipitations est de 719 mm, avec 11,1 jours de précipitations en janvier et 8 jours en juillet. Pour la période 1991-2020, la température moyenne annuelle observée sur la station météorologique la plus proche, située sur la commune de Changis-sur-Marne à 1 km à vol d'oiseau, est de 11,9 °C et le cumul annuel moyen de précipitations est de 710,1 mm,. Pour l'avenir, les paramètres climatiques de la commune estimés pour 2050 selon différents scénarios d'émission de gaz à effet de serre sont consultables sur un site dédié publié par Météo-France en novembre 2022.
| Mois                                  | jan.            | fév.           | mars          | avril         | mai           | juin          | jui.          | août          | sep.          | oct.          | nov.             | déc.          | année      |
| ------------------------------------- | --------------- | -------------- | ------------- | ------------- | ------------- | ------------- | ------------- | ------------- | ------------- | ------------- | ---------------- | ------------- | ---------- |
| Température minimale moyenne (°C)     | 2               | 1,9            | 3,5           | 5,8           | 9,2           | 12,3          | 14            | 13,7          | 10,9          | 8,7           | 4,9              | 2,6           | 7,5        |
| Température moyenne (°C)              | 4,6             | 5,2            | 8             | 11,2          | 14,6          | 17,9          | 19,9          | 19,7          | 16,5          | 12,7          | 7,9              | 5,2           | 11,9       |
| Température maximale moyenne (°C)     | 7,1             | 8,5            | 12,5          | 16,6          | 20            | 23,5          | 25,8          | 25,7          | 22            | 16,8          | 10,9             | 7,7           | 16,4       |
| Record de froid (°C) date du record   | −14,2 07.01.09  | −11,5 07.02.12 | −9,6 01.03.05 | −4,8 08.04.03 | −0,5 06.05.19 | 2,4 04.06.01  | 6,8 31.07.15  | 5,9 26.08.18  | 1,8 30.09.18  | −2,7 24.10.03 | −10,4 24.11.1998 | −8,9 26.12.10 | −14,2 2009 |
| Record de chaleur (°C) date du record | 16,7 05.01.1999 | 20,8 27.02.19  | 25,5 31.03.21 | 29,1 20.04.18 | 32 28.05.17   | 36,4 21.06.17 | 42,2 25.07.19 | 40,1 07.08.03 | 35,8 09.09.23 | 29 02.10.23   | 22,8 07.11.15    | 18 07.12.00   | 42,2 2019  |
| Précipitations (mm)                   | 56,1            | 53,2           | 54,1          | 44,2          | 65,6          | 59,2          | 64,9          | 67,5          | 50,4          | 61,6          | 58,8             | 74,5          | 710,1      |

### Milieux naturels et biodiversité

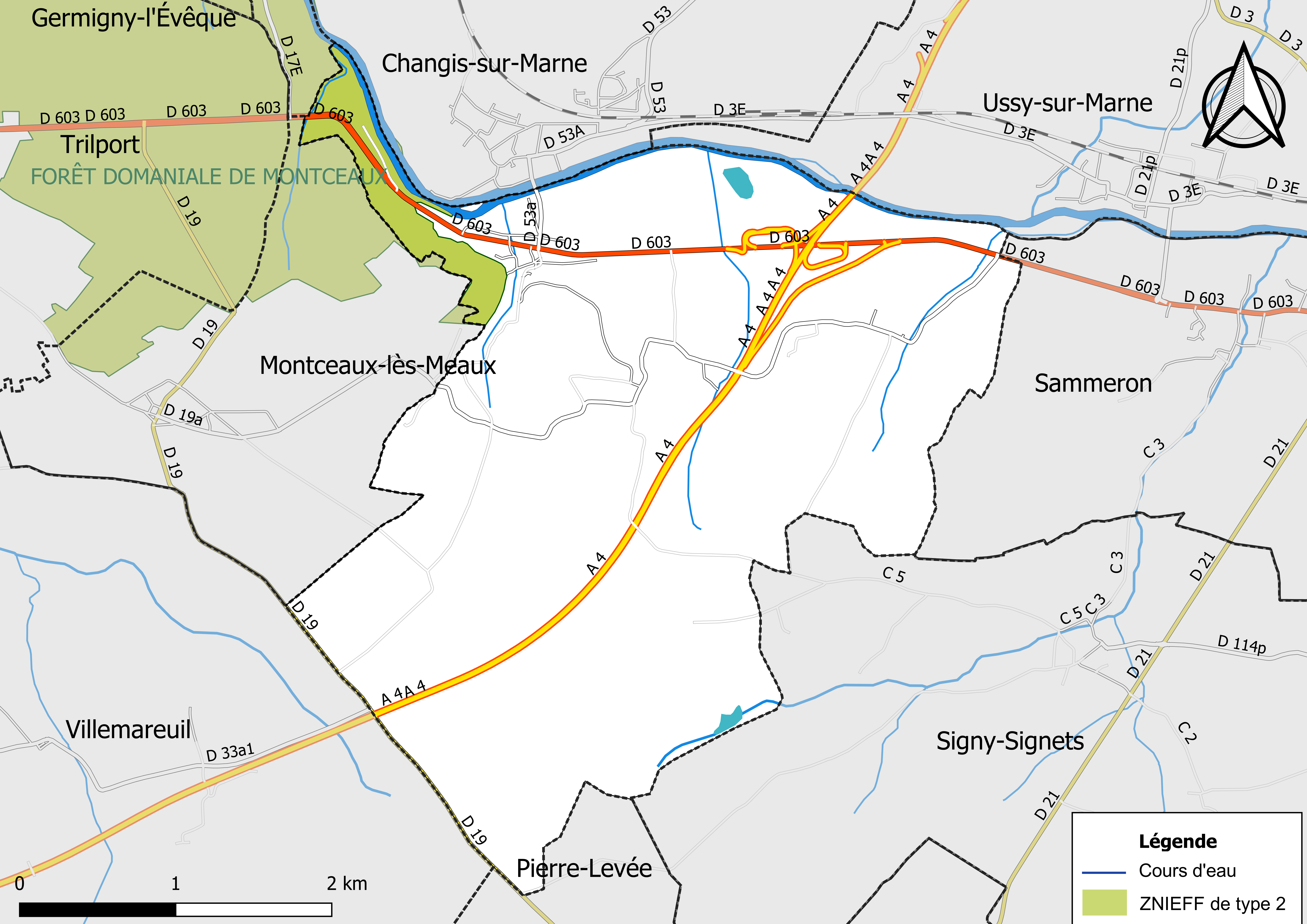
Carte des ZNIEFF de type 2 localisées sur la commune.

L’inventaire des zones naturelles d'intérêt écologique, faunistique et floristique (ZNIEFF) a pour objectif de réaliser une couverture des zones les plus intéressantes sur le plan écologique, essentiellement dans la perspective d’améliorer la connaissance du patrimoine naturel national et de fournir aux différents décideurs un outil d’aide à la prise en compte de l’environnement dans l’aménagement du territoire.
Le territoire communal de Saint-Jean-les-Deux-Jumeaux comprend une ZNIEFF de type 2,,, 
la « Forêt domaniale de Montceaux » (1 304,43 ha), couvrant 5 communes du département.

## Urbanisme

### Typologie
Au 1er janvier 2024, Saint-Jean-les-Deux-Jumeaux est catégorisée bourg rural, selon la nouvelle grille communale de densité à sept niveaux définie par l'Insee en 2022.
Elle appartient à l'unité urbaine de Saint-Jean-les-Deux-Jumeaux, une agglomération intra-départementale regroupant deux  communes, dont elle est ville-centre,,. Par ailleurs la commune fait partie de l'aire d'attraction de Paris, dont elle est une commune de la couronne,. Cette aire regroupe 1 929 communes,.

### Lieux-dits et écarts
La commune compte 64 lieux-dits administratifs répertoriés consultables ici (source : le fichier Fantoir) dont les-deux-Jumeaux, Arpentigny, Montretout, Barussel, la Choquette.

### Occupation des sols
L'occupation des sols de la commune, telle qu'elle ressort de la base de données européenne d’occupation biophysique des sols Corine Land Cover (CLC), est marquée par l'importance des territoires agricoles (67 % en 2018), une proportion identique à celle de 1990 (67 %). La répartition détaillée en 2018 est la suivante : 
terres arables (65,1% ), forêts (28,6% ), zones urbanisées (4,3% ), zones agricoles hétérogènes (1,9 %).
Parallèlement, L'Institut Paris Région, agence d'urbanisme de la région Île-de-France, a mis en place un inventaire numérique de l'occupation du sol de l'Île-de-France, dénommé le MOS (Mode d'occupation du sol), actualisé régulièrement depuis sa première édition en 1982. Réalisé à partir de photos aériennes, le Mos distingue les espaces naturels, agricoles et forestiers mais aussi les espaces urbains (habitat, infrastructures, équipements, activités économiques, etc.) selon une classification pouvant aller jusqu'à 81 postes, différente de celle de Corine Land Cover,,. L'Institut met également à disposition des outils permettant de visualiser par photo aérienne l'évolution de l'occupation des sols de la commune entre 1949 et 2018.

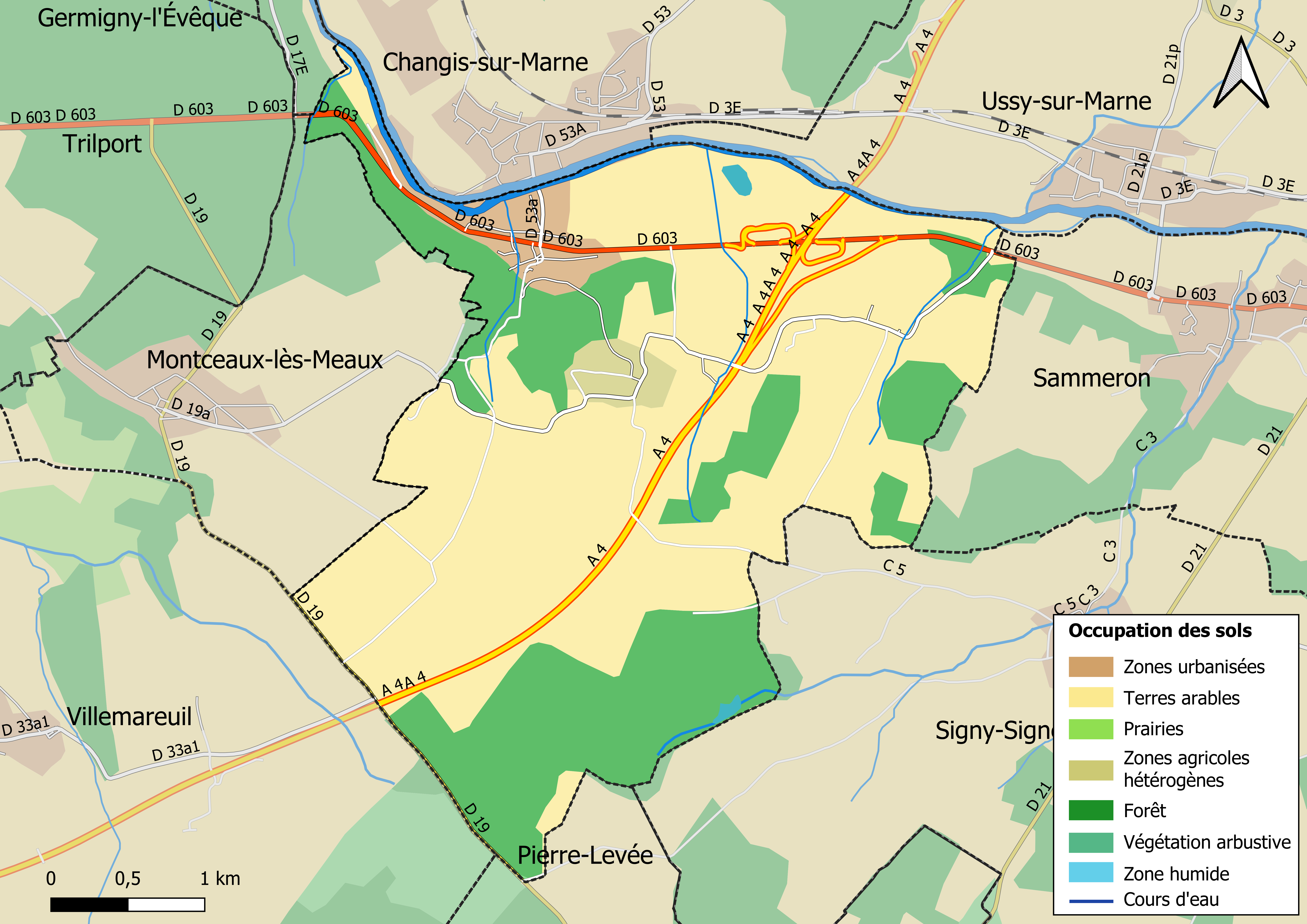
Carte des infrastructures et de l'occupation des sols en 2018 (CLC) de la commune.
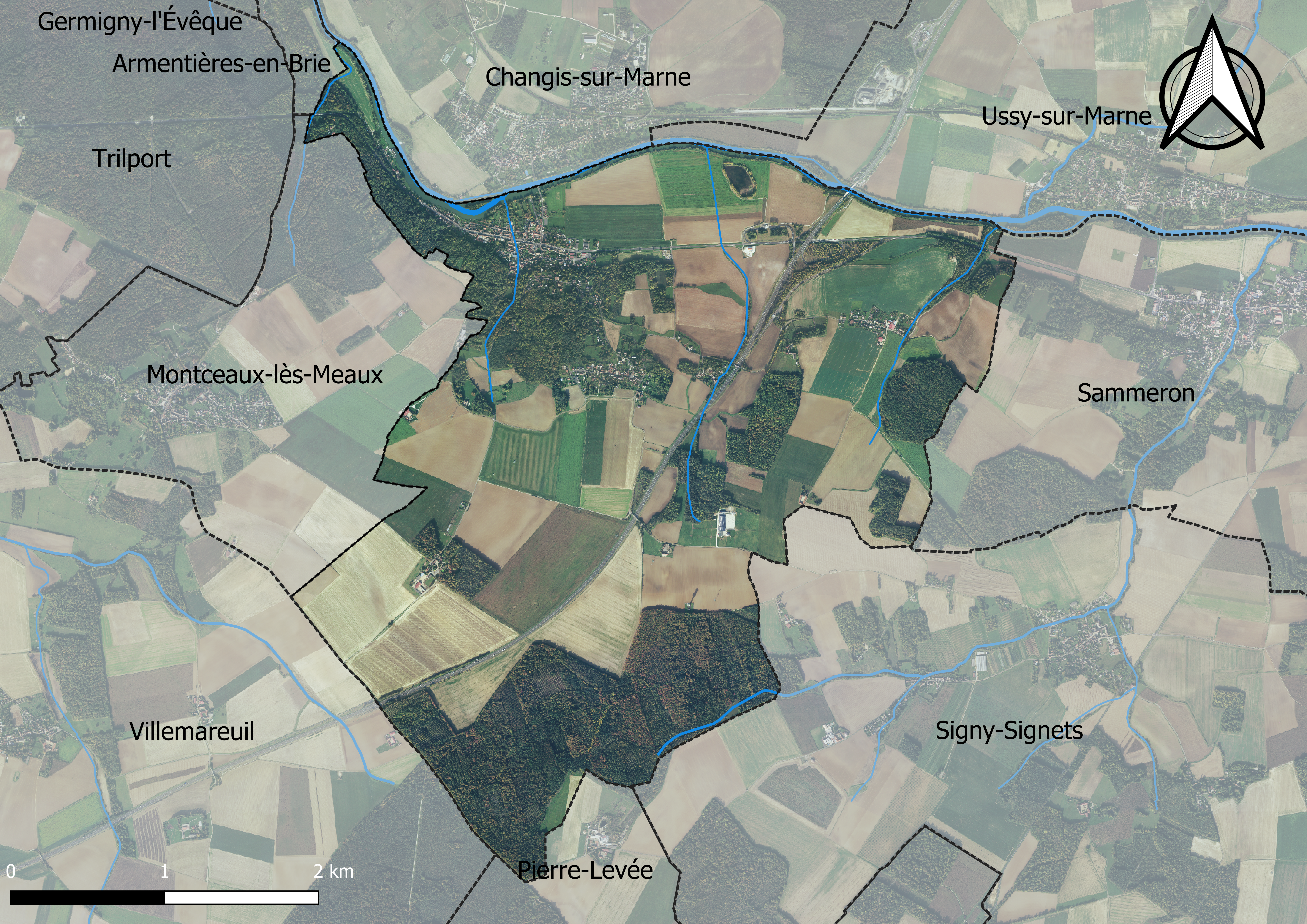
Carte orhophotogrammétrique de la commune.

### Planification
La commune disposait en 2019 d'une carte communale approuvée.

### Logement
En 2016, le nombre total de logements dans la commune était de 549 dont 89,1 % de maisons et 9 % d'appartements.
Parmi ces logements, 86,2 % étaient des résidences principales, 2,9 % des résidences secondaires et 10,9 % des logements vacants.
La part des ménages fiscaux propriétaires de leur résidence principale s'élevait t à 78,8 % contre 18,2 % de locataires dont, 2,4 % de logements HLM loués vides (logements sociaux) et, 3 % logés gratuitement.

### Voies de communication et transports

#### Voies de communication
L'autoroute A4 traverse la commune du nord au sud.

#### Transports
La commune est desservie par :
- les lignes d'autocars du réseau de bus Brie et 2 Morin : 
  - No 56 ( La-Ferté-sous-Jouarre – Meaux) ;
  - No 56S ( Meaux – La-Ferté-sous-Jouarre) ;
- la gare de Changis - Saint-Jean de la ligne Paris - Château-Thierry ( ).

## Toponymie
Le nom de la localité est mentionné sous les formes Sanctus Johannes de Gemellis vers 1172 ; A. de Sancto Johanne en 1233 ; Sanctus Johannes de Deux Gemes vers 1240 ; Johannes de Duobus Gemellis en 1249 ; Villa Sancti Johannis de Duobus Gemellis en 1258 ; Saint Jehan des deux Jammiaus en 1265 ; Saint Jehan les deux Jumiaux en 1276 ; Saint Johan de Deus Jumeiaus en 1328 ; Saint Jehan de Deux Jumeaux en Brie en 1346 ; Villa de Duobus Jumellis en 1381 ; Locus dictus les Courtilz des Deux Jumeaux en 1381 ; Le terroir de Deux Jumeaulx en 1548 ; Saint Jehan lez Deux Jumeaulx en 1585.
L'église paroissiale est dédiée à Saint Jean-Baptiste (Sanctus Johannes de Gemellis).
Les Deux-Jumeaux : hameau à Saint-Jean-les-Deux-Jumeaux, duo Gemelli en 1249. « Deux jumeaux », peut-être pour désigner les propriétaires, des frères jumeaux.

## Histoire
Le poste de commandement du général d'armée aérienne Joseph Vuillemin, commandant en chef des forces aériennes de septembre 1939 à l'armistice de juin 1940, s'installe dans cette commune, PC d'où il dirige, avec son état-major, les opérations aériennes contre l'Allemagne et l'Italie.
Le roi Louis XIV y effectue un passage en 1683, d'après le Journal de Jean Baptiste Raveneau.

## Politique et administration

### Liste des maires
| Période                                  | Période                       | Identité                | Étiquette | Qualité                                                                                     |
| ---------------------------------------- | ----------------------------- | ----------------------- | --------- | ------------------------------------------------------------------------------------------- |
| Les données manquantes sont à compléter. |                               |                         |           |                                                                                             |
| juin 1995                                | avril 2017                    | M. Claude Specque       |           | Agriculteur Démissionnaire                                                                  |
| 2017                                     | En cours (au 28 juillet 2020) | Laurence Miffre-Peretti |           | Vice-présidente de la CA Coulommiers Pays de Brie (2020 → ) Réélue pour le mandat 2020-2026 |

## Équipements et services

### Eau et assainissement
L’organisation de la distribution de l’eau potable, de la collecte et du traitement des eaux usées et pluviales relève des communes. La loi NOTRe de 2015 a accru le rôle des EPCI à fiscalité propre en leur transférant cette compétence. Ce transfert devait en principe être effectif au 1er janvier 2020, mais la loi Ferrand-Fesneau du 3 août 2018 a introduit la possibilité d’un report de ce transfert au 1er janvier 2026,.

#### Assainissement des eaux usées
En 2020, la gestion du service d'assainissement collectif de la commune de Saint-Jean-les-Deux-Jumeaux est assurée par la communauté d'agglomération Coulommiers Pays de Brie (CACPB) pour la collecte, le transport et la dépollution. Ce service est géré en délégation par une entreprise privée, dont le contrat arrive à échéance le 31 décembre 2025,,.
L’assainissement non collectif (ANC) désigne les installations individuelles de traitement des eaux domestiques qui ne sont pas desservies par un réseau public de collecte des eaux usées et qui doivent en conséquence traiter elles-mêmes leurs eaux usées avant de les rejeter dans le milieu naturel. La communauté d'agglomération Coulommiers Pays de Brie (CACPB) assure pour le compte de la commune le service public d'assainissement non collectif (SPANC), qui a pour mission de vérifier la bonne exécution des travaux de réalisation et de réhabilitation, ainsi que le bon fonctionnement et l’entretien des installations,.

#### Eau potable
En 2020, l'alimentation en eau potable est assurée par la communauté d'agglomération Coulommiers Pays de Brie (CACPB) qui en a délégué la gestion à la SAUR, dont le contrat expire le 31 décembre 2025,.

## Population et société

### Démographie
L'évolution du nombre d'habitants est connue à travers les recensements de la population effectués dans la commune depuis 1793. Pour les communes de moins de 10 000 habitants, une enquête de recensement portant sur toute la population est réalisée tous les cinq ans, les populations de référence des années intermédiaires étant quant à elles estimées par interpolation ou extrapolation. Pour la commune, le premier recensement exhaustif entrant dans le cadre du nouveau dispositif a été réalisé en 2005.

En 2022, la commune comptait 1 294 habitants, en évolution de +2,13 % par rapport à 2016 (Seine-et-Marne : +3,92 %, France hors Mayotte : +2,11 %).
| 1793 | 1800 | 1806 | 1821 | 1831 | 1836 | 1841 | 1846 | 1851 |
| ---- | ---- | ---- | ---- | ---- | ---- | ---- | ---- | ---- |
| 715  | 716  | 699  | 781  | 818  | 791  | 802  | 847  | 737  |

| 1856 | 1861 | 1866 | 1872 | 1876 | 1881 | 1886 | 1891 | 1896 |
| ---- | ---- | ---- | ---- | ---- | ---- | ---- | ---- | ---- |
| 684  | 678  | 663  | 570  | 565  | 545  | 562  | 557  | 603  |

| 1901 | 1906 | 1911 | 1921 | 1926 | 1931 | 1936 | 1946 | 1954 |
| ---- | ---- | ---- | ---- | ---- | ---- | ---- | ---- | ---- |
| 686  | 657  | 712  | 716  | 753  | 803  | 845  | 891  | 732  |

| 1962 | 1968 | 1975 | 1982 | 1990  | 1999  | 2005  | 2006  | 2010  |
| ---- | ---- | ---- | ---- | ----- | ----- | ----- | ----- | ----- |
| 645  | 672  | 773  | 918  | 1 152 | 1 227 | 1 193 | 1 202 | 1 107 |

| 2015  | 2020  | 2022  | - | - | - | - | - | - |
| ----- | ----- | ----- | - | - | - | - | - | - |
| 1 255 | 1 281 | 1 294 | - | - | - | - | - | - |

### Enseignement
Saint-Jean-les-Deux-Jumeaux dispose de :
- l’école primaire située rue des Vallées. Cet établissement public, inscrit sous le code UAI (Unité administrative immatriculée ) : 0770325K, comprend 70 élèves  (chiffre du Ministère de l'Éducation nationale)[57]. Il dispose d’un restaurant scolaire.
- l’école primaire “Notre-Dame des Lys” située 1 rue du Maréchal Joffre. Cet établissement privé, inscrit sous le code UAI : 0771299U, comprend 209 élèves[58]. Il dispose d’un restaurant scolaire.

La commune dépend de l'Académie de Créteil ; pour le calendrier des vacances scolaires, JSaint-Jean-les-Deux-Jumeaux est en zone C.

### Manifestations culturelles et festivités
- Week-end Musical en mars. Vendredi, concert musique actuelle école de musique du pays fertois. Samedi, concert chanson française et dimanche, brocante musicale.
- Les Estivales de Saint-Jean en juin. Expositions - concert - spectacle.
- Festival du cheval  se déroule dans la commune tous les ans (octobre).
- Les Grognard de la Marne :  les batailles de Saint-jean-les-deux-jumeaux et de Trilport. Reconstitution en avril 2013. Bal des officiers en tenue d'époque - marché paysan - concerts, etc.

(site officiel http://www.lesgrognardsdelamarne.com/)
- Brocante : généralement en juillet.
- Festival des Belles Histoires.
- Concert classique église.

### Santé
L'ancien séminaire construit en 1927 par le père Paul Mary et l'architecte Paul Hulot (1876-1959), un temps maison de retraite est devenu depuis 2012 un Foyer d’accueil médicalisé géré par l'association AEDE.

### Vie associative
- Chant chorale : Les Dames de Chœur.
- Théâtre : Les Choutes.
- Atelier art plastique : Crazy Art.

### Sports
Les sports pratiqués : judo, football, tennis, tennis de table, gymnastique enfants, danse rythme/modern'jazz.

## Économie

### Revenus de la population et fiscalité
En 2017, le nombre de ménages fiscaux de la commune était de 470, représentant 1 202 personnes et la  médiane du revenu disponible par unité de consommation  de 23 720 euros.

### Emploi
En 2017 , le nombre total d’emplois dans la zone était de 279, occupant 601 actifs  résidants.
Le taux d'activité de la population (actifs ayant un emploi) âgée de 15 à 64 ans s'élevait à 71,4 % contre un taux de chômage de 8,1 %.
Les 20,6 % d’inactifs se répartissent de la façon suivante : 7,3 % d’étudiants et stagiaires non rémunérés, 6,8 % de retraités ou préretraités et 6,5 % pour les autres inactifs.

### Entreprises et commerces
En 2015, le nombre d'établissements actifs était de 105 dont 8 dans l'agriculture-sylviculture-pêche, 5 dans l’industrie, 12 dans la construction, 65 dans le commerce-transports-services divers et 15  étaient relatifs au secteur administratif.
Ces établissements ont pourvu 170 postes salariés.
- Petite zone industrielle.

### Agriculture
Saint-Jean-les-Deux-Jumeaux est dans la petite région agricole dénommée les « Vallées de la Marne et du Morin », couvrant les vallées des deux rivières, en limite de la Brie. En 2010, l'orientation technico-économique de l'agriculture sur la commune est la culture de céréales et d'oléoprotéagineux (COP).
Si la productivité agricole de la Seine-et-Marne se situe dans le peloton de tête des départements français, le département enregistre un double phénomène de disparition des terres cultivables (près de 2 000 ha par an dans les années 1980, moins dans les années 2000) et de réduction d'environ 30 % du nombre d'agriculteurs dans les années 2010. Cette tendance n'est pas confirmée au niveau de la commune qui voit le nombre d'exploitations rester constant entre 1988 et 2010. Parallèlement, la taille de ces exploitations diminue, passant de 147 ha en 1988 à 132 ha en 2010.
Le tableau ci-dessous présente les principales caractéristiques des exploitations agricoles de Saint-Jean-les-Deux-Jumeaux, observées sur une période de 22 ans : 
|                                      | 1988 | 2000 | 2010 |
| ------------------------------------ | ---- | ---- | ---- |
| Dimension économique,                |      |      |      |
| Nombre d’exploitations (u)           | 6    | 9    | 6    |
| Travail (UTA)                        | 12   | 12   | 8    |
| Surface agricole utilisée (ha)       | 879  | 984  | 794  |
| Cultures                             |      |      |      |
| Terres labourables (ha)              | 865  | 974  | 793  |
| Céréales (ha)                        | 537  | 608  | 460  |
| dont blé tendre (ha)                 | 376  | 446  | 337  |
| dont maïs-grain et maïs-semence (ha) | 154  | 88   | 58   |
| Tournesol (ha)                       | s    |      |      |
| Colza et navette (ha)                | 75   | 76   | s    |
| Élevage                              |      |      |      |
| Cheptel (UGBTA)                      | 14   | 27   | 7    |

## Culture locale et patrimoine

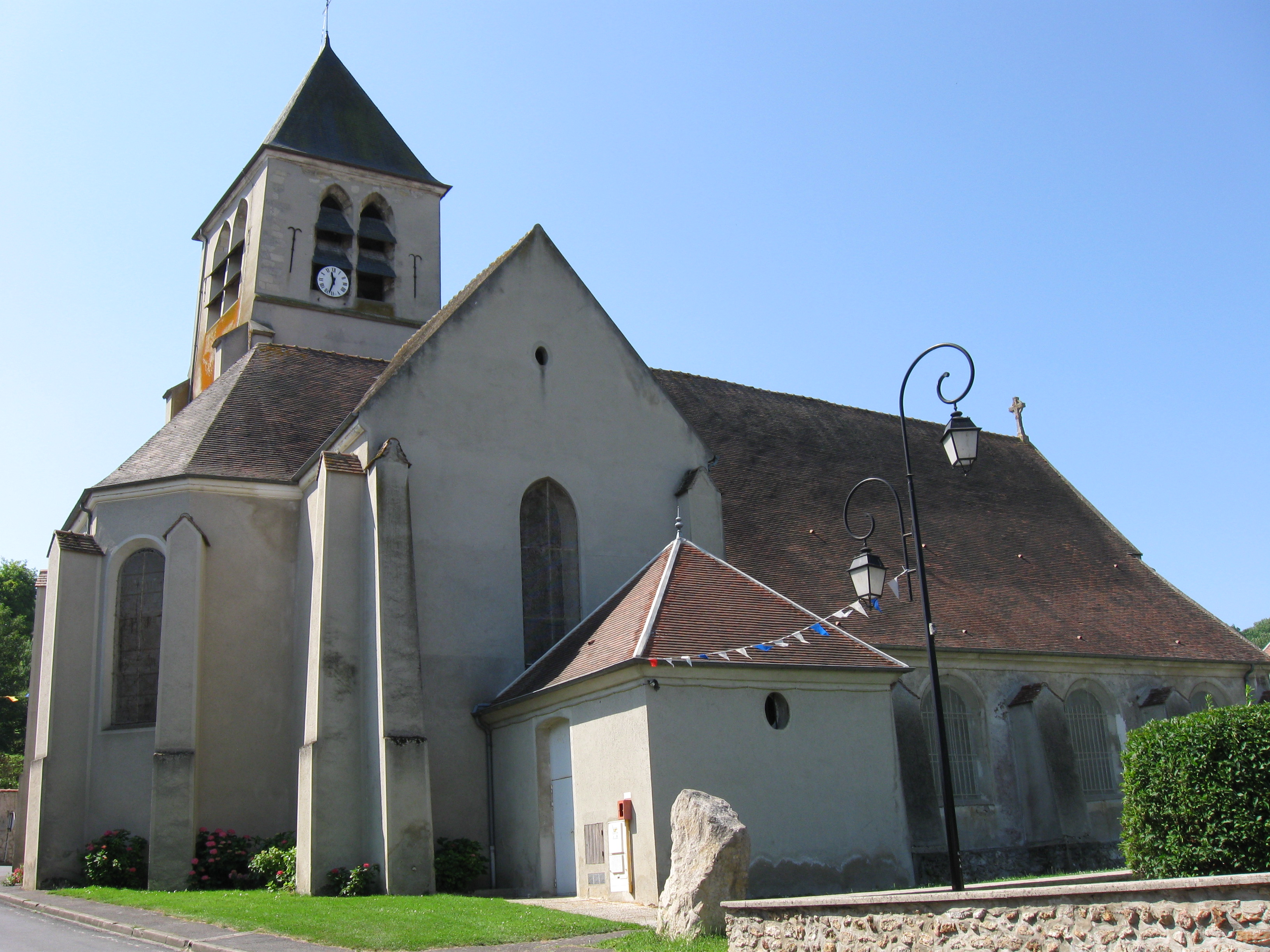
L'église Saint-Jean-Baptiste.

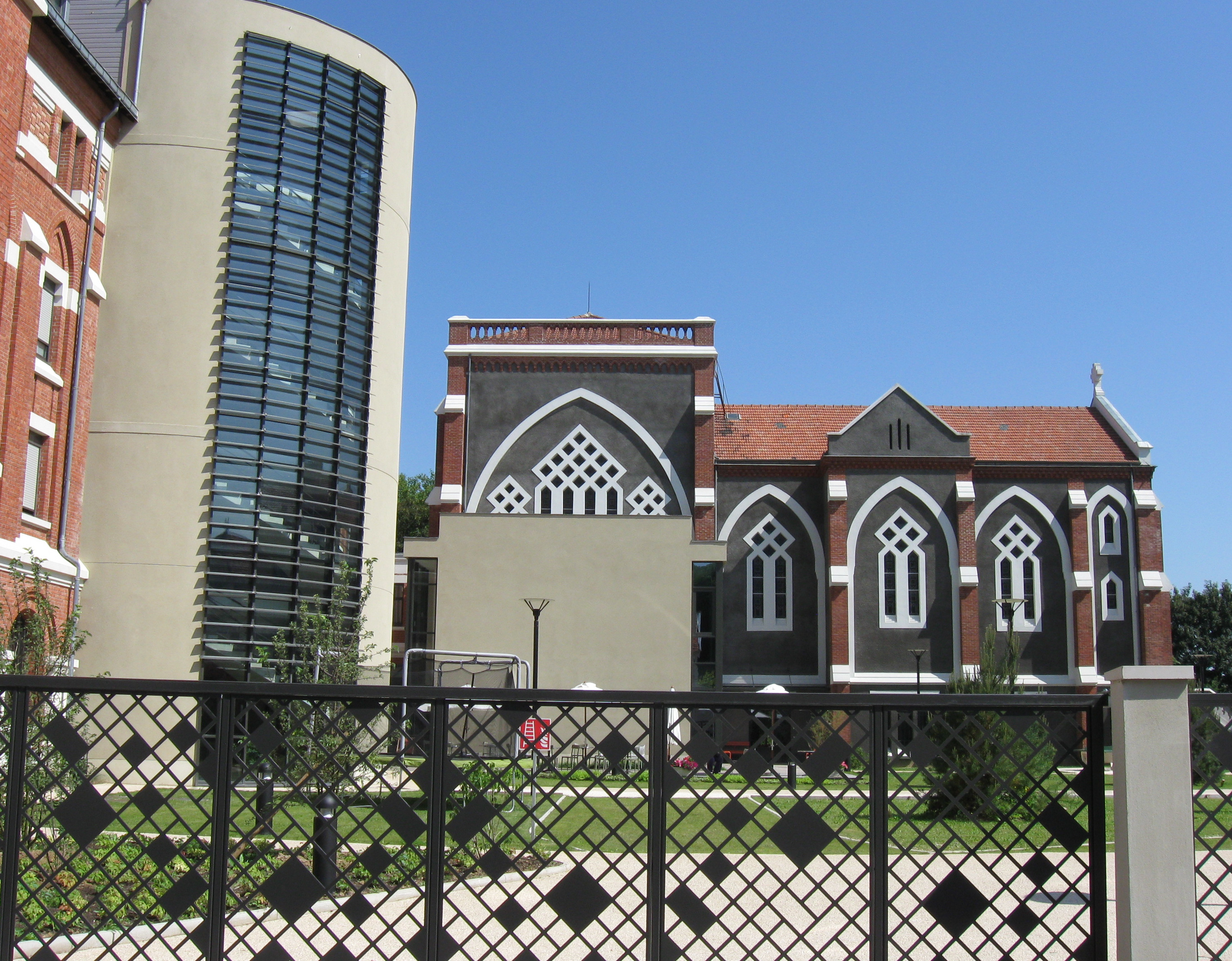
Chapelle de l'ancien séminaire.

### Lieux et monuments
- Église Saint-Jean-Baptiste (XIIIe siècle-XXe siècle) comportant une statue de la vierge allaitante du XVIe siècle ;
- Chapelle de l'ancien séminaire construite par l'architecte Henry Faucheur et commanditée par le père Paul Mary. Elle a été inaugurée en 1926 et comporte des vitraux signés Louis Barillet ;
- Pavé romain vers Montceaux lès Meaux ;
- Boucliers pour canons antichar de 25 mm de la ligne Chauvineau ;
- Relais de la poste aux chevaux.

### Personnalités liées à la commune
- Le père Paul Mary (1863-1949), curé de campagne.
- Georges, Joseph, Victor de Saint-Jullien Desnoeux, régent de la Banque de France, qui acheta le château de la Noue en janvier 1814.
- Paul, Victor Tripier, son petit-fils, préfet aux commencements de la IIIe République, démissionnaire après les lois de 1875. Il fut maire de la commune.
- Jean-François de Bourgoing, diplomate, son beau-frère. Ils étaient copropriétaires du château de la Noue.

### Héraldique
| Blason de Saint-Jean-les-Deux-Jumeaux | Blason  | De gueules à trois pal de vair, au chef ondé d’or chargé à dextre d’une merlette de sable et à senestre d’une croix aux pieds pattés du champ, chargée, en abîme d’un carreau en losange aussi d’or surchargé d’une croix aux pieds pattés aussi de sable, à la divise ondée d’azur brochant sur le trois du chef. Ornements extérieursTimbré d'une couronne murale d'or et accolé d'épis de blé du même liés en sautoir en pointe. |
| Blason de Saint-Jean-les-Deux-Jumeaux | Détails | Le blasonnement officiel donne la divise d'azur alors qu'elle la représente d'argent. On peut soupçonner des impératifs d'impression sur le blason représenté sur le site. Les armes sont inspirées de celles de Jean II de Châtillon, seigneur des lieux au XIVe siècle. Figure sur le site internet de la commune. |